# Prokurator krzyżacki
Prokurator krzyżacki (niem. Pfleger) – funkcja  w zakonie krzyżackim związana z sądownictwem i administracją wydzielonego okręgu (prokuratorii) oraz dowództwem wojskowym. Prokurator, jako dowódca wojskowy, miał do dyspozycji rycerzy i braci zakonnych oraz zwasalizowanych Prusów, a później przybyłych osadników: Litwinów, Niemców i Polaków.
Prokuratorzy w większości podlegali komturom, chociaż nie zawsze tak było (wyjątek stanowili prokuratorzy kętrzyńscy).
Siedzibami prokuratorów były zamki w: Węgorzewie, Szczytnie, Nidzicy, Ełku, Pasłęku, Nowem, Unisławiu, Jasińcu Nowym, Szestnie, Morągu, Kętrzynie, Działdowie, Barcianach, Skarszewach, Przezmarku, Osieku, Bytowie, Giżycku i Pniu.